# Shimon Peres
Pour les articles homonymes, voir Peres.
Shimon Peres (en hébreu : שמעון פרס , en arabe : شمعون بيرس), né Szymon Perski le 2 août 1923 à Wiszniew (en Pologne à l'époque, actuellement en Biélorussie) et mort le 28 septembre 2016 à Ramat Gan (Israël), est un homme d'État israélien. Il est Premier ministre d'Israël en 1977 (par intérim), de 1984 à 1986 et de 1995 à 1996, puis président de l'État d'Israël de 2007 à 2014.
Après une carrière diplomatique entamée à la suite de la guerre d'indépendance israélienne, il devient haut fonctionnaire au service du gouvernement israélien comme directeur adjoint, puis directeur général du ministère de la Défense entre 1953 et 1959. Il entre ensuite en politique.
Membre du Mapaï, du Rafi puis du Parti travailliste, il siège comme ministre au sein de douze gouvernements, ce qui lui confère une longévité inédite. Il occupe à trois reprises la fonction de Premier ministre entre 1977 et 1996. Respecté dans le monde occidental, il reçoit, avec Yasser Arafat et Yitzhak Rabin, le prix Nobel de la paix 1994 pour sa participation aux pourparlers de paix avec les Palestiniens ayant mené aux accords d'Oslo.
Après avoir rejoint le parti centriste Kadima, fondé par Ariel Sharon, il est élu à la présidence de l'État d'Israël lors de l'élection de 2007, devenant ainsi le premier ancien chef du gouvernement désigné chef de l'État dans l'histoire d'Israël. À l’issue de son septennat, âgé de 90 ans, il met un terme à sa carrière politique.
Après la mort d'Ariel Sharon en 2014, Shimon Peres était le dernier survivant de la génération des « pères fondateurs » de l'État d'Israël.

## Situation personnelle

### De la Pologne à Israël
La famille de Szymon Perski émigre vers Tel Aviv en 1934, alors que ce dernier est âgé de 11 ans. Il suit des études à l'école de Geula de Tel Aviv, puis à l'école agricole de Ben-Shemen. Il vit dans un kibboutz durant plusieurs années.

### Formation et carrière

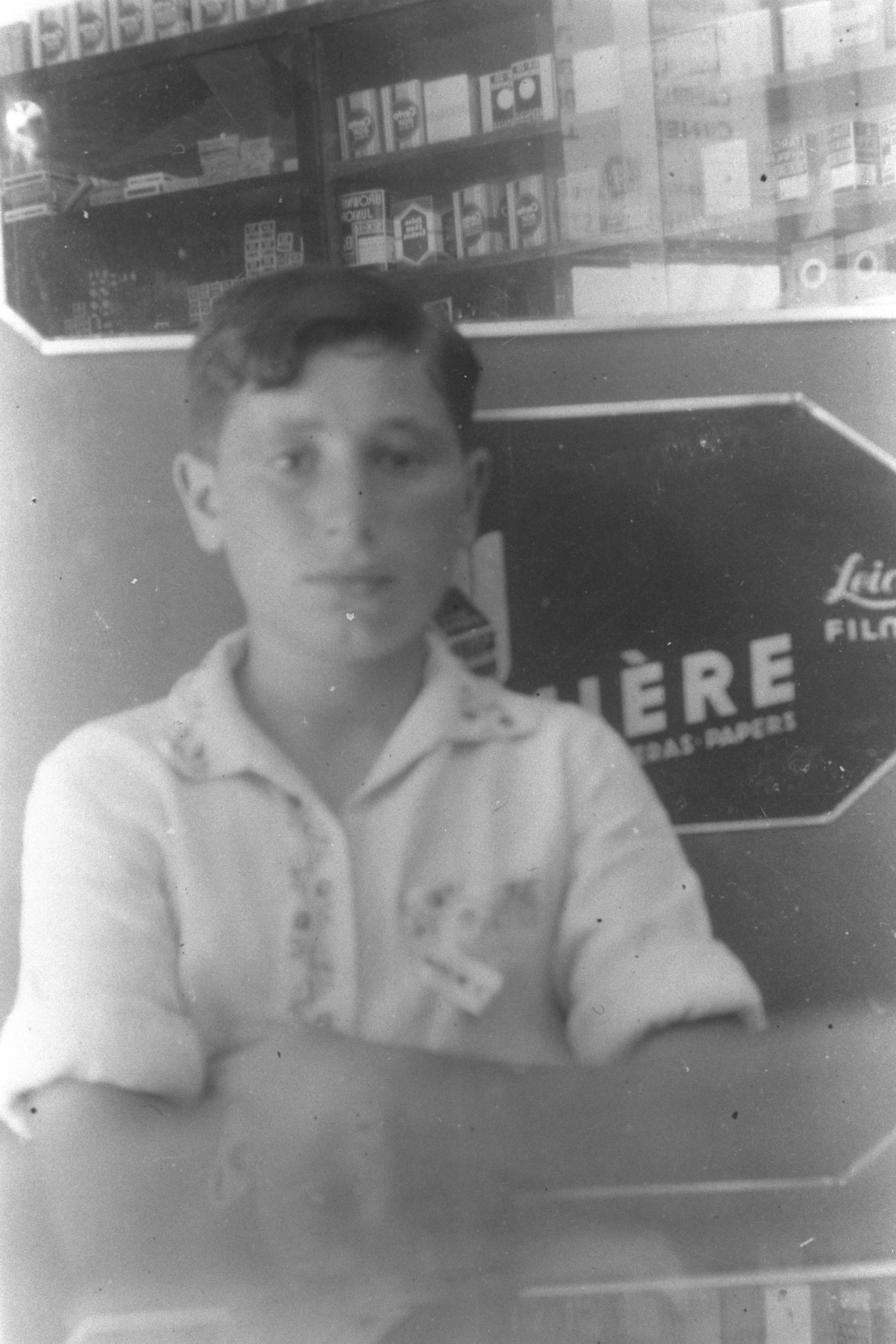
Shimon Peres en 1936.

En 1941, il est élu secrétaire du Hanoar Haoved Véhalomed, un mouvement de jeunesse socialiste et sioniste. En 1944, il retourne au kibboutz Alumot, où il avait reçu une formation agricole et avait travaillé comme agriculteur et comme berger.
En 1947, Shimon Peres s'enrôle dans la Haganah, prédécesseur de l'Armée de défense d'Israël. David Ben Gourion le désigne responsable du personnel et des achats d'armes. Il est nommé à la tête du service naval quand Israël reçoit son indépendance en 1948.
Il est nommé, en 1953, directeur général du ministère de la Défense, quatre ans après sa rencontre avec le Premier ministre David Ben Gourion. À cette fonction, il s'implique particulièrement dans l'achat d'armes pour le jeune État d'Israël, ce qui contribue à en faire la 6e puissance atomique mondiale.
Chargé de la supervision du programme nucléaire israélien, il se rend en France en 1954 et fait la rencontre d'Abel Thomas, directeur général du ministère de l'Intérieur, qui lui présente Maurice Bourgès-Maunoury. Ensemble, ils mettent en place une coopération entre les services de renseignements dans la lutte contre l'ennemi commun égyptien, accusé par la France de soutenir les indépendantistes algériens. En 1956, Bourgès-Maunoury devient ministre de la Défense dans le gouvernement Guy Mollet. Une étroite coopération franco-israélienne s'amorce. Les efforts de Peres sont efficaces et il réussit à acquérir, auprès de la France, le premier réacteur nucléaire de Dimona grâce à l'intervention du physicien Jules Horowitz et, auprès de l'avionneur français Marcel Dassault (ex Marcel Bloch de confession juive, puis converti au catholicisme en 1950 à l’âge de 58 ans), le Mirage III, un avion de combat à réaction.
Tout en ayant fait d'Israël une puissance nucléaire, Shimon Peres revendique la « politique d'ambiguïté nucléaire », qui veut qu'Israël ne confirme ni n'infirme jamais la possession de la bombe nucléaire. Ses détracteurs jugent que cette stratégie vise à ne pas avoir à signer le traité sur la non-prolifération des armes nucléaires (TNP) de 1968 ou à se soumettre aux contrôles de l'Agence internationale de l'énergie atomique (AIEA),,.

### Vie privée et familiale
En 1945, Shimon Peres épouse Sonya Gelman (en), née en 1923 et morte en 2011. De leur union, naissent trois enfants : une fille, Himara Walden-Peres, linguiste, et deux fils, Yoni et Chemi, président de Pitango, une importante société israélienne de capital risque.
Lauren Bacall, née Betty Joan Perske, actrice américaine de cinéma hollywoodien, est de la famille de Shimon Peres. Elle disait être sa cousine germaine, mais lui n'accréditait pas un lien de famille aussi précis.

## Parcours politique

### Ascension

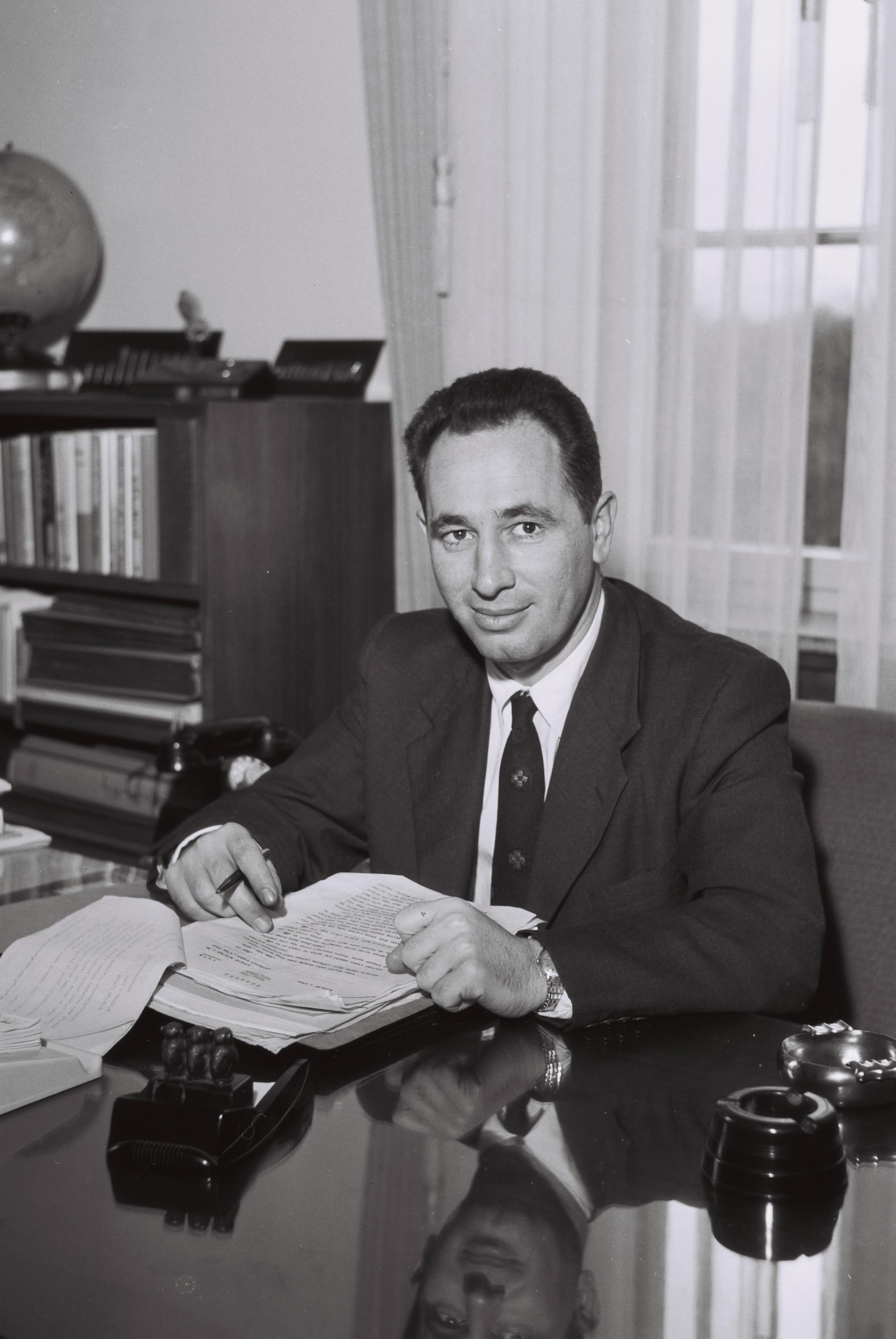
Shimon Peres en 1963.

En 1959, il est élu pour la première fois député à la Knesset, le Parlement israélien, sur la liste Mapaï (composante du Parti travailliste). Il est constamment réélu depuis.
Shimon Peres est vice-ministre de la Défense de 1959 à 1965, au moment de son implication dans l'affaire Lavon avec Moshe Dayan. Avec celui-ci, il quitte le Mapaï de David Ben Gourion pour former un nouveau parti, le Rafi, qui se réconcilie avec le Mapaï en 1968.
En 1969, Peres est à nouveau nommé ministre et, en 1970, il devient ministre de l'Immigration, des Transports et des Communications. Après avoir été brièvement ministre de l'Information, il est nommé ministre de la Défense dans le gouvernement d'Yitzhak Rabin, de 1974 à 1977. Durant ce mandat, il est rapporté qu'il aurait tenté un rapprochement avec le régime d'apartheid sud-africain et aurait tenté de lui vendre l'arme nucléaire. Il aurait par ailleurs apporté un soutien militaire à des milices chrétiennes maronites durant la guerre civile libanaise.

### Premier ministre
Bien qu'il n'ait jamais mené son parti à une victoire aux élections, Shimon Peres a assumé, à trois reprises, la charge de Premier ministre.

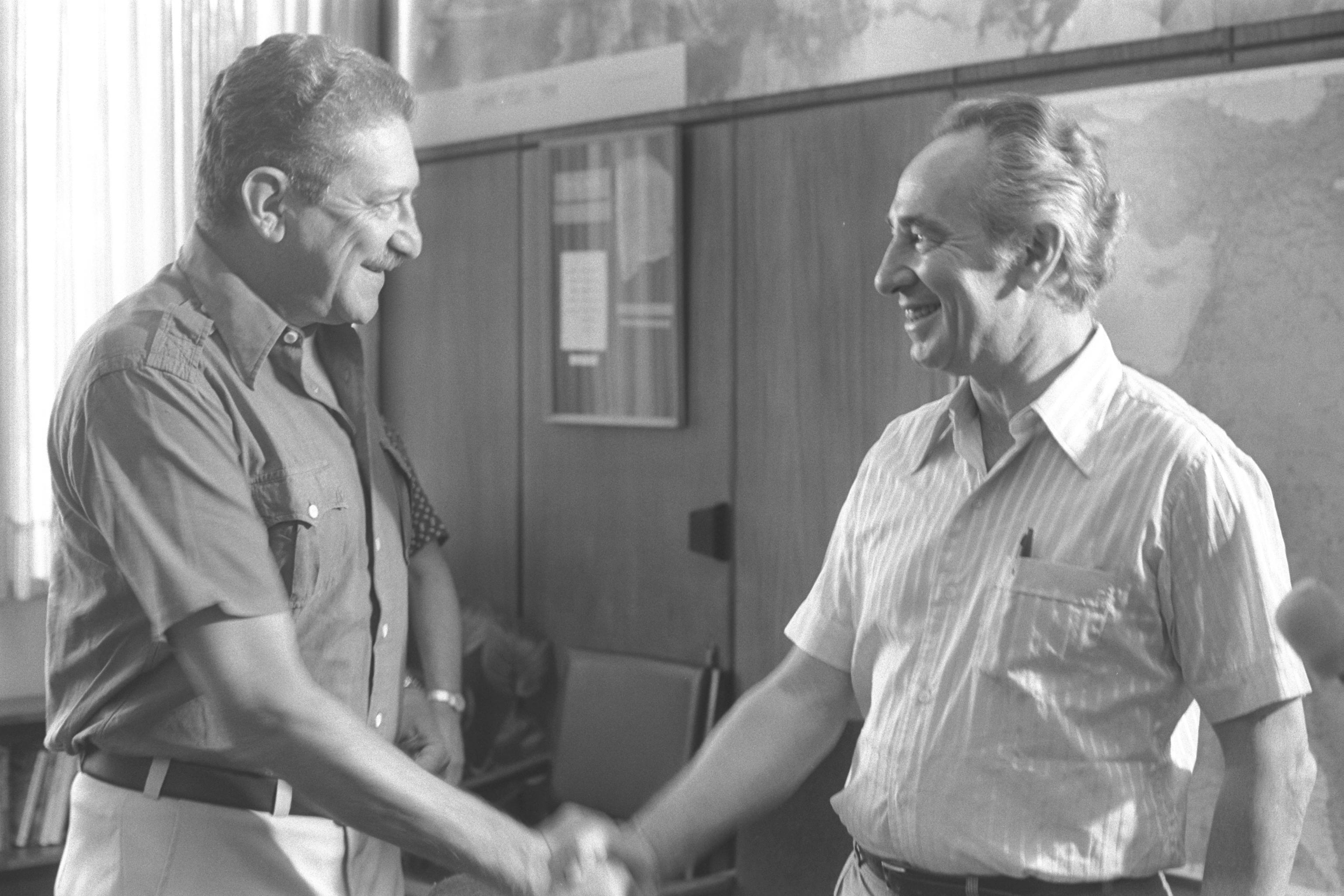
Shimon Peres, quittant sa fonction de ministre de la Défense, en présence de son successeur, Ezer Weizman (1977).

Devenu chef du Parti travailliste, il occupe cette fonction par intérim, d'avril à juin 1977, à la suite de la démission d'Yitzhak Rabin. Mais la gauche perd les élections législatives cette année-là, et Shimon Peres devient le chef de l'opposition jusqu'en 1984.
Il redevient Premier ministre en septembre 1984, à la tête d'un gouvernement de coalition avec le Likoud. Dans le cadre d'un accord avec Yitzhak Shamir, il cède comme prévu sa place à ce dernier, en octobre 1986. Il occupe alors la fonction de vice-Premier ministre, ministre des Affaires étrangères jusqu'en 1988. À ce poste, il tente en vain de trouver une solution à la question palestinienne, conjointement avec la Jordanie. En 1985, à la suite d'un attentat sur un yacht mené par l'OLP, il autorise un raid de l'armée de l'air israélienne contre le siège de l'organisation à Tunis en Tunisie, détruisant le siège.

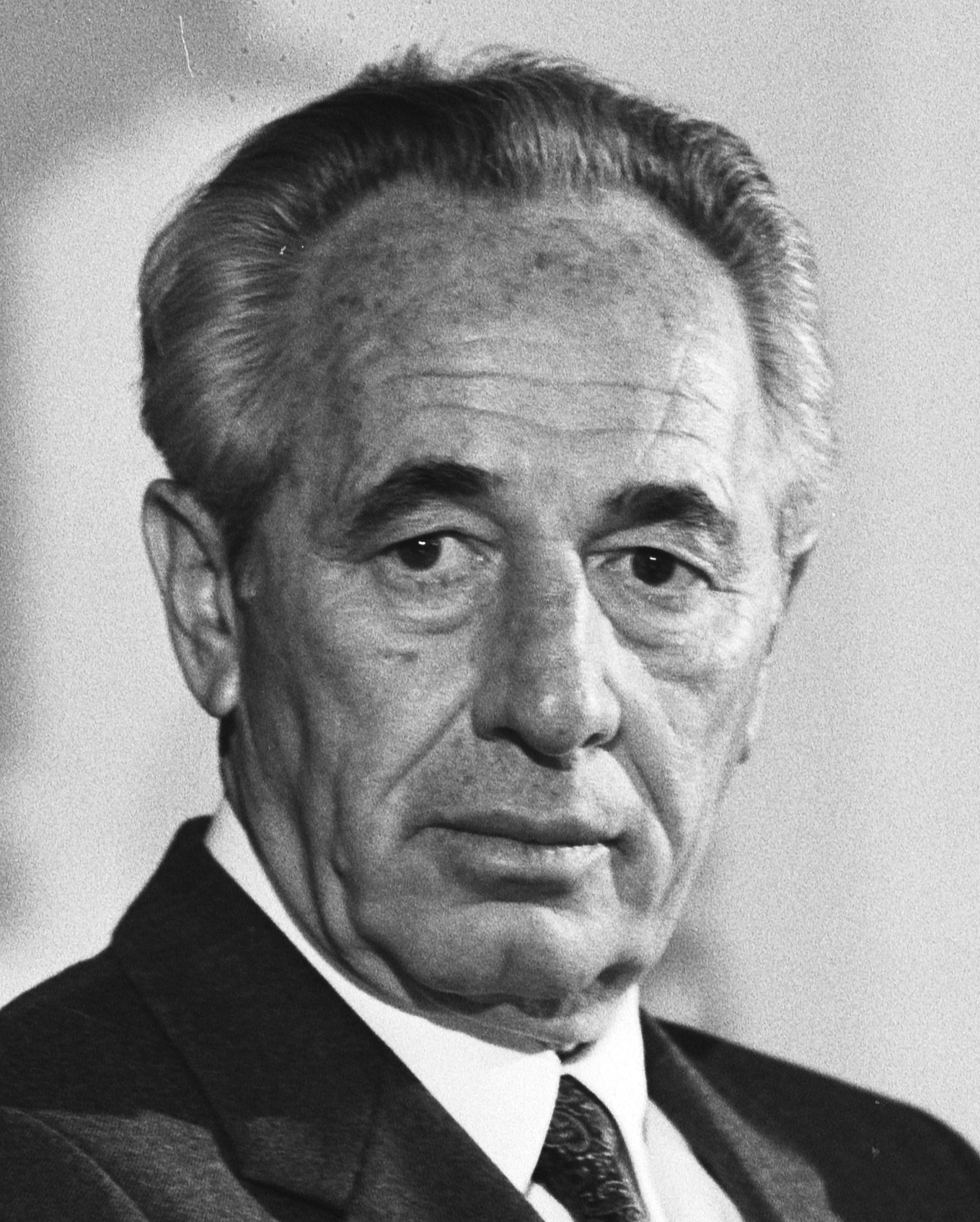
Shimon Peres en 1986.

Ministre des Finances au sein d'un nouveau cabinet de coalition, Shimon Peres retourne dans l'opposition de 1990 à 1992. Cette même année, battu par Yitzhak Rabin à la direction du Parti travailliste, il est de nouveau nommé ministre des Affaires étrangères, et se bat en faveur de négociations sur l'avenir des territoires occupés, avec l'OLP de Yasser Arafat. En 1993, Shimon Peres est l'un des artisans des accords d'Oslo. Cela lui vaut, l'année suivante, de se voir décerner le prix Nobel de la paix, avec Yitzhak Rabin et Yasser Arafat.
Quelques minutes avant l'assassinat du Premier ministre Yitzhak Rabin, le 4 novembre 1995, Shimon Peres se trouve aux côtés de ce dernier. Alors qu'Yigal Amir s'apprête à les abattre tous les deux, le Premier ministre retourne remercier les organisateurs de la manifestation en faveur du processus de paix israélo-palestinien, tandis que Peres, hésitant, décide finalement de partir. Yigal Amir se résout à lui laisser la vie sauve, et conserve ses munitions pour Yitzhak Rabin.
À la suite de cet assassinat, Peres redevient Premier ministre et réaffirme sa volonté de poursuivre le processus de paix. Il décide d'avancer de six mois le scrutin qui doit désigner le Premier ministre israélien au suffrage universel par les citoyens. Pendant la campagne électorale, pendant qu'il cumule le rôle de Premier ministre et celui de ministre de la Défense, il lance l'opération militaire Raisins de la colère dans le Sud du Liban. Le bombardement de Cana, où 106 civils qui s'étaient abrités auprès de la FINUL, moururent sous les bombardements israéliens, met un terme à l'opération. L'image de Shimon Peres est fortement endommagée à l'étranger, mais l'impact national est également important. Les semaines précédant l'élection, la cote de popularité de Shimon Peres s'effondre. Son adversaire Benyamin Netanyahou met alors l'accent sur le mauvais bilan des travaillistes en matière de sécurité et les critiques à l'international fusent, certains demandant un retrait du prix Nobel à Peres. Le 29 mai 1996, le Premier ministre sortant est battu de justesse par le candidat du Likoud, qui recueille 50,5 % des voix. Pour beaucoup, cet échec sonne le glas de sa carrière politique.
L'historien Ilan Pappé considère que Shimon Peres a été, malgré son rôle d'« artisan de la paix » dans le conflit israélo-palestinien, l'un des plus grands responsables de la « politique de colonisation des terres palestiniennes » (l'opinion palestinienne le considérant comme un « criminel » qui a encouragé la Nakba). Selon L'Orient-Le Jour, en tant que Premier ministre israélien à l'époque, c'est sous son commandement qu'une base de l'ONU à Cana est touchée par un bombardement, dans lequel plus d'une centaine de personnes s'y étant réfugiés ont été tués.

### Traversée du désert

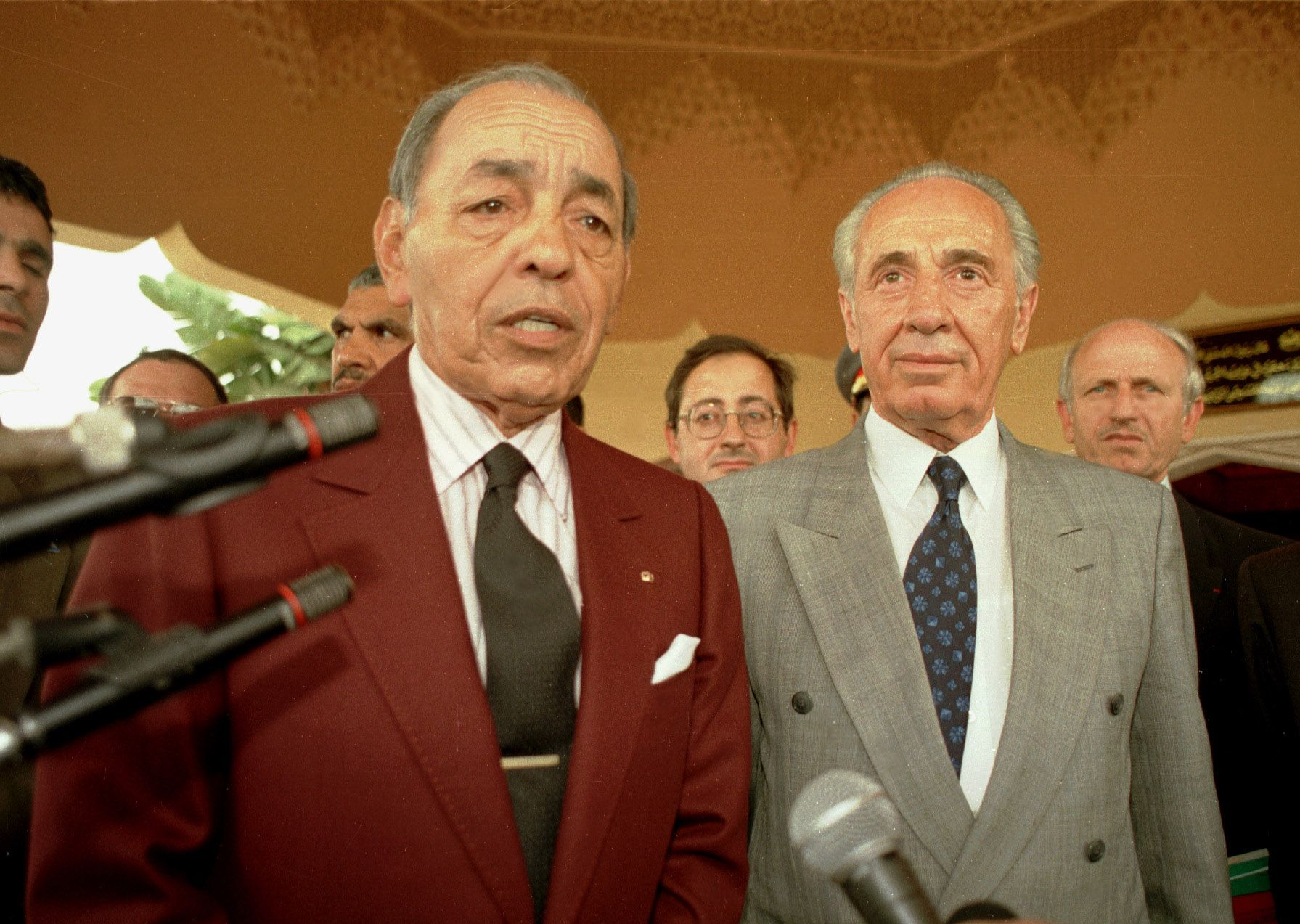
Shimon Peres avec le roi Hassan II du Maroc (Rabat, 30 novembre 1994).

Shimon Peres continue d'agir en tant qu'« ambassadeur » non officiel d'Israël, grâce au prestige et au respect dont il jouit dans l'opinion publique internationale et dans les cercles diplomatiques. Il s'efforce de contrecarrer l'activité de propagande des cercles internationaux pro-palestiniens[réf. nécessaire]. L'année de sa défaite, le président de la Confédération suisse, Jean-Pascal Delamuraz, lui décerne le « prix de la fondation » lors du forum de Crans-Montana. En 1997, il fonde le Centre Peres pour la Paix, et reste un défenseur résolu des accords d'Oslo et de l'autorité palestinienne, en dépit des deux Intifadas.
Nommé ministre de la Coopération régionale par Ehud Barak le 6 juillet 1999, il subit un nouvel échec personnel lors de l'élection présidentielle de 2000, lorsqu'il est battu, à la surprise générale, par Moshe Katsav. Contre toute attente, il accepte la fonction de vice-Premier ministre, ministre des Affaires étrangères dans le gouvernement Ariel Sharon. Shimon Peres défend le droit pour Israël à une politique de sécurité, répond aux critiques internationales contre la « barrière de sécurité » élevée par l'État israélien. Il soutient la politique d'Ariel Sharon dans sa volonté d'utiliser les forces armées israéliennes pour contrecarrer la « guerre de la terreur », engendrée par les nombreux palestiniens transformés en bombes humaines, et pour déraciner l'infrastructure politique et militaire de la « résistance » palestinienne et de ses réseaux terroristes. Il qualifia toutefois l'assassinat, en juillet 2002, de Salah Shehadeh (Hamas), de « tragédie », en raison de l'importance des pertes civiles lors de ce bombardement. Il a très longtemps tardé à admettre l'idée d'un État palestinien souverain et ne reconnaît pas le fait de l'occupation israélienne, restant sur la position officielle (« territoires disputés »), ni l'idée d'un retrait de la totalité des territoires occupés[réf. nécessaire]. Il prend position en faveur de la guerre d'Irak de 2003, lors du Forum économique de Davos, où il déclare, notamment, que « la guerre contre le terrorisme commence par Saddam Hussein », et que la guerre en Irak « serait une très bonne chose pour la reprise de l'économie mondiale ».

### Du Parti travailliste à Kadima

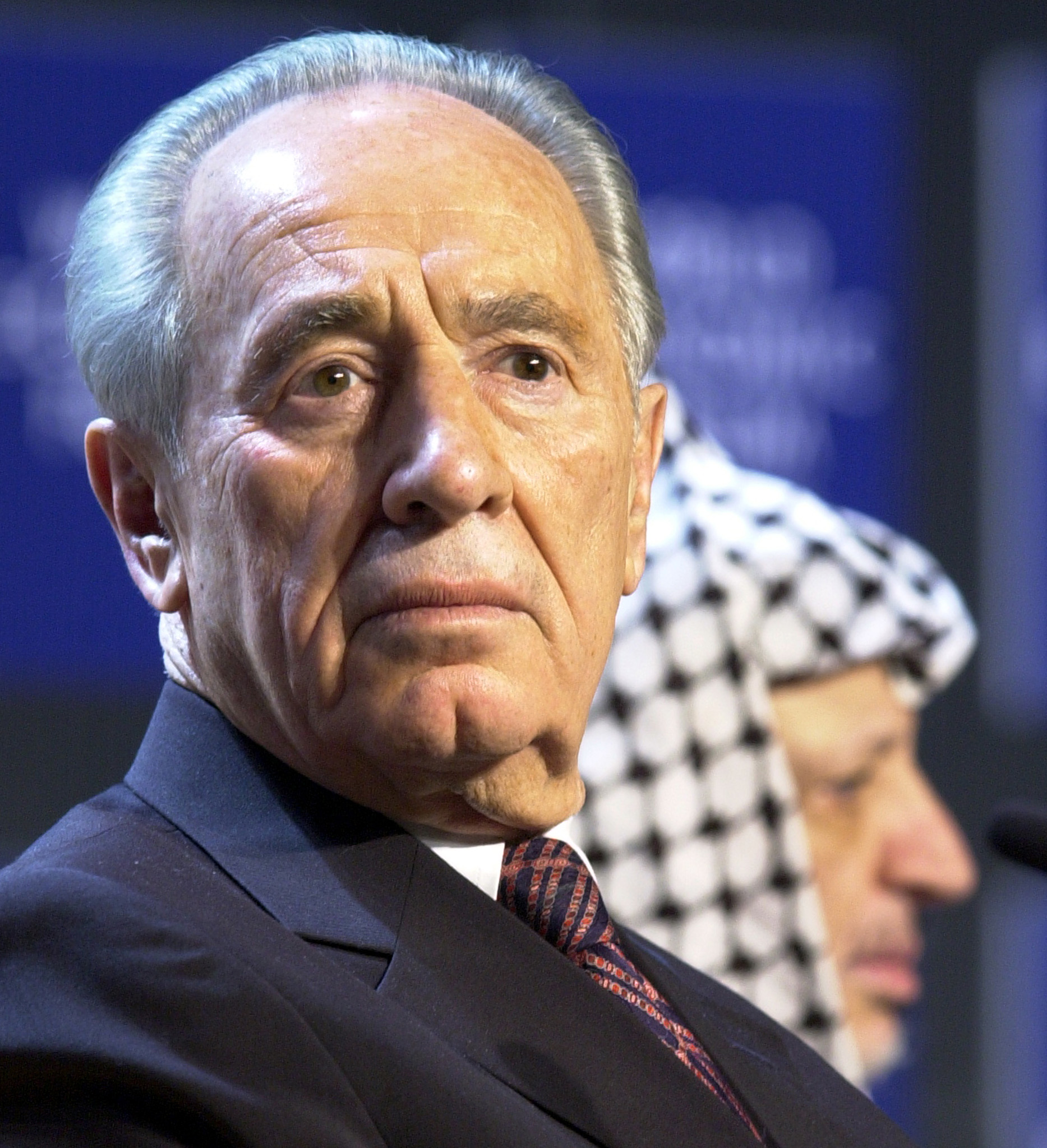
Shimon Peres aux côtés de Yasser Arafat en 2001.

Shimon Peres est battu à l'élection interne du Parti travailliste de 2005 par Amir Peretz. Celui-ci précipite des élections législatives anticipées, en annonçant le départ des travaillistes du gouvernement Sharon.
Le 5 janvier 2006, moins de 24 heures après l'hospitalisation du Premier ministre Ariel Sharon à la suite d'une hémorragie cérébrale, un des responsables de Kadima affirme sous certaines conditions que Shimon Peres devrait être nommé Premier ministre. Mais celui-ci annonce sur Aroutz 1, le 9 janvier, qu'il n'a pas l'intention de redevenir Premier ministre, même si cela lui était proposé. En revanche, il devient le numéro 2 (derrière Ehud Olmert) de Kadima, nouveau parti à vocation centriste créé par Sharon en vue des élections anticipées de mars 2006. Le 15 janvier 2006, il démissionne de son poste de député pour lever les obstacles juridiques à la poursuite de sa carrière au sein de son nouveau parti.
Après la victoire de Kadima, il devient vice-Premier ministre du gouvernement de coalition qu'Ehud Olmert forme avec les travaillistes. Il a également le porte-feuille de ministre du Développement régional chargé de la Galilée et du désert du Néguev.

### Président de l'État d'Israël

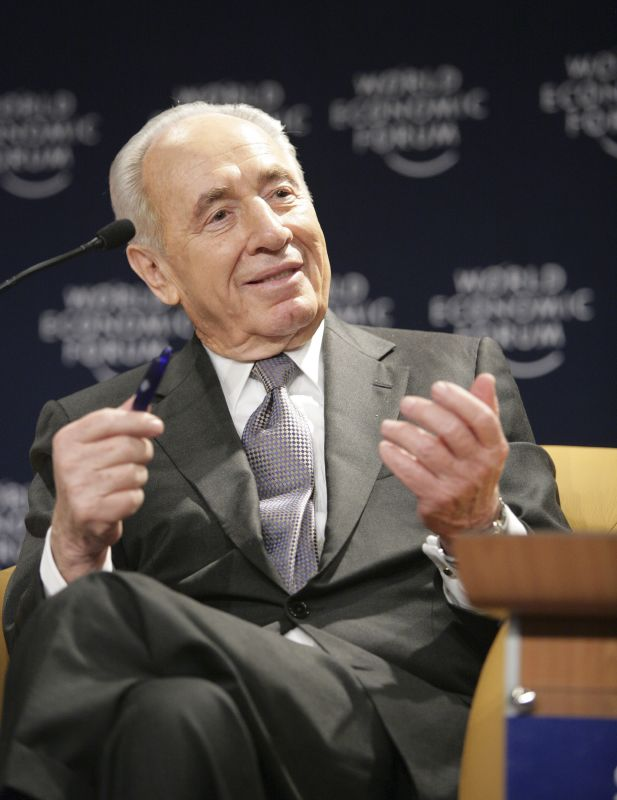
Shimon Peres à Davos en 2007.

Candidat à l'élection présidentielle de 2007, il arrive en tête du premier tour à la Knesset le 13 juin en obtenant 58 voix contre 37 pour Reuven Rivlin, le candidat du Likoud et 21 pour Colette Avital, présentée par le Parti travailliste. Aucun des trois candidats n'atteignant la majorité absolue de 61 voix requise pour être élu dès le premier tour, un second tour a lieu le même jour. Dès l'annonce des résultats du premier tour, ses deux concurrents se retirent de la course et déclarent leur soutien à Peres, lui laissant la voie libre. Il est élu président par 86 voix contre 23.
Shimon Peres est investi président de l'État d'Israël le 15 juillet 2007, après avoir prêté serment devant les membres de la Knesset pour un septennat. Il succède à Moshe Katsav, qui l'avait battu sept ans plus tôt, lors du précédent scrutin présidentiel. Le nouveau chef de l'État doit alors restaurer le prestige de la fonction du président de l'État d'Israël, mis en cause par des scandales de mœurs impliquant l'ex-président Katsav.
Le 13 novembre 2007, Shimon Peres est le premier dirigeant l'État d'Israël à prononcer un discours devant la Grande Assemblée nationale de Turquie.

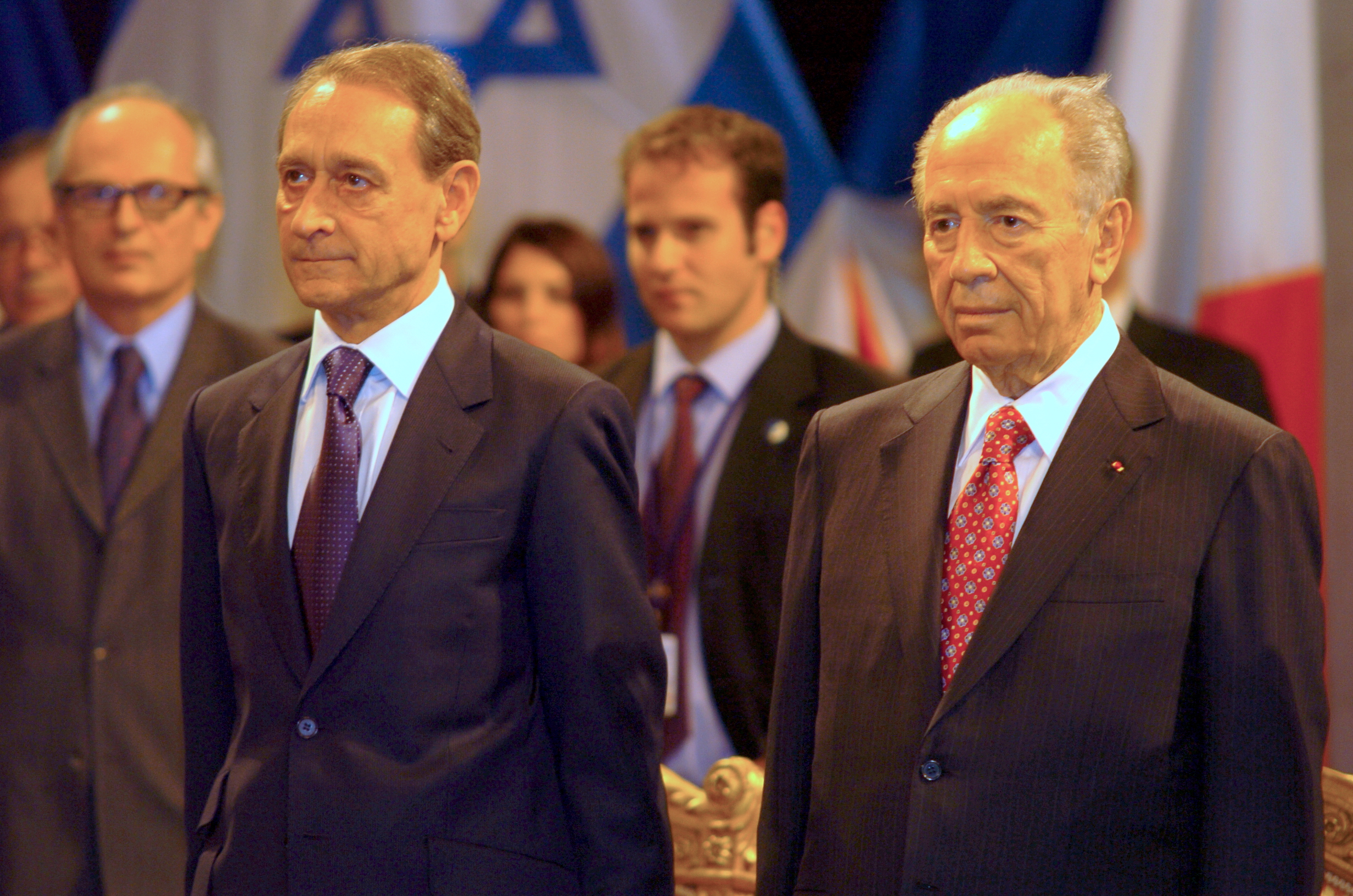
Bertrand Delanoë et Shimon Peres, le 11 mars 2008 à Paris lors d'une visite d'Etat du Président Israélien.

En novembre 2008, le président Peres reçoit, des mains de la reine Élisabeth II, les insignes de l'ordre de Saint-Michel et Saint-George lors d'une cérémonie organisée au palais de Buckingham, à Londres. Lors de la cérémonie, le chef de l'État israélien s'est dit « très ému de recevoir, en tant qu'émissaire d'Israël, un tel honneur ».
Au Forum économique mondial de Davos de janvier 2009, Shimon Peres et le Premier ministre turc Recep Tayyip Erdoğan ont une virulente discussion autour de l'intervention israélienne à Gaza. Le chef du gouvernement turc, énervé, déclare qu'il se « souvient très bien de ces enfants qui sont morts sur la plage ». Le président israélien réplique alors qu'il « faut savoir se mettre à la place des autres : que feriez-vous si des dizaines, des centaines de roquettes s'abattaient sur Istanbul ? »[réf. nécessaire]. Erdoğan décide alors de prendre ses affaires et de quitter le débat, acclamé par ses partisans de l'AKP qui voient en lui un héros. L'opposition turque (CHP) rappelle cependant que l'État d'Israël reste un allié et que le Premier ministre Erdoğan a manqué de respect à un prix Nobel de la paix.
Le 18 février 2009, Shimon Peres entame des consultations pour la formation d'un nouveau gouvernement. Dès lors, il se dit favorable à une grande coalition. Le 24 février, il ouvre la 18e Knesset. Le 20 mars, Peres rencontre au Beit HaNassi, la résidence présidentielle, le vainqueur désigné des élections législatives, Benyamin Netanyahou et le charge de former un gouvernement. Le 31 mars, Netanyahou est nommé Premier ministre et est investi le lendemain par la Knesset.
Le pape Benoît XVI, en visite officielle en Israël en février 2009, est salué par le président Peres au Beit HaNassi. Le 24 août, il déclare « être prêt à aller par les airs, la terre, la mer, même à la nage, pour atteindre la paix ».
En 2011, le président des États-Unis Barack Obama lui décerne la médaille présidentielle de la Liberté à la Maison-Blanche

## Après la présidence

### Dernière activités
Retiré de la vie politique, il continue de voyager à l'étranger.
Réputé infatigable, il est victime de deux malaises cardiaques en janvier 2016.

### Mort et hommages

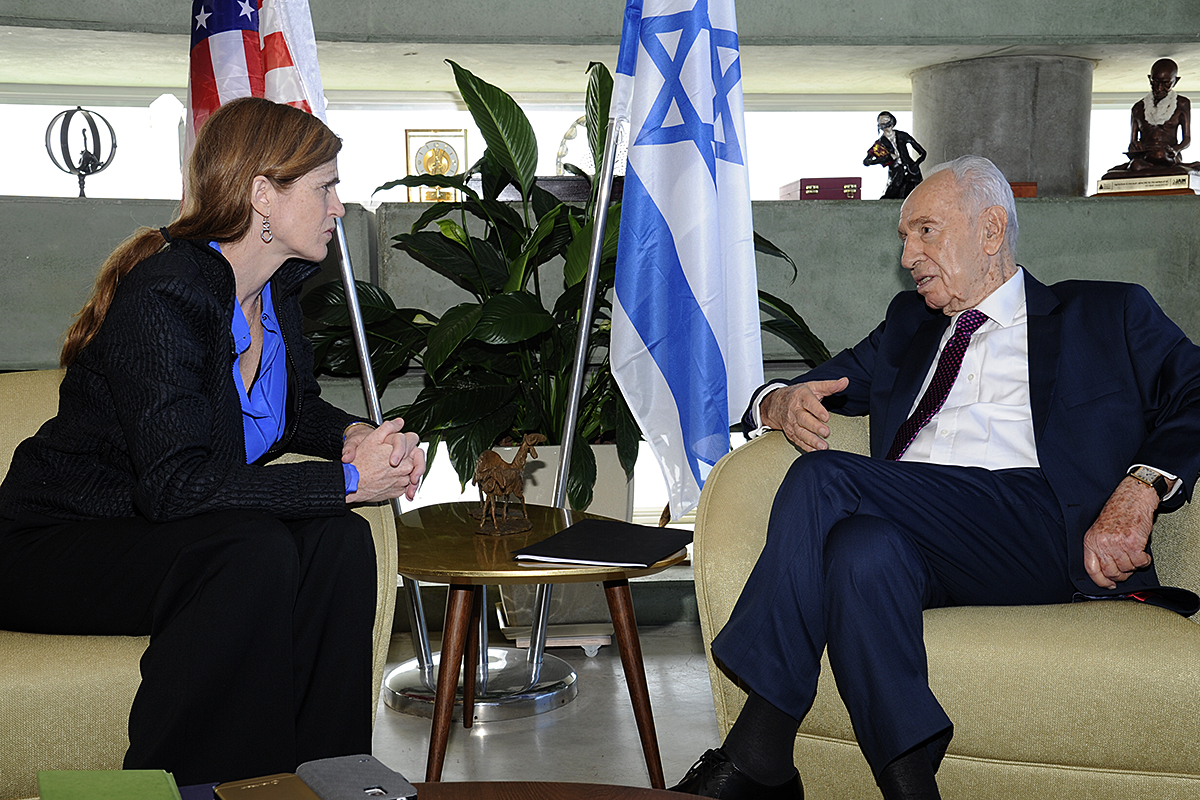
Shimon Peres avec l'ambassadrice américaine auprès des Nations unies, Samantha Power, en 2016.

Le 13 septembre 2016, après une rencontre avec des dirigeants d'entreprises de nouvelles technologies israéliennes et vingt-trois années jour pour jour après la signature des accords d'Oslo, Shimon Peres est victime d'un accident vasculaire cérébral majeur qui le laisse dans un état critique,. Il meurt le 28 septembre 2016 des suites de cet AVC, au centre médical Chaim Sheba.
Fait rarissime aux États-Unis en l'honneur d'une personnalité étrangère, Barack Obama décide la mise en berne des drapeaux sur la Maison-Blanche, ainsi que tous les bâtiments officiels et militaires américains dans le pays et à l'étranger pour une durée de deux jours en hommage à Shimon Peres.

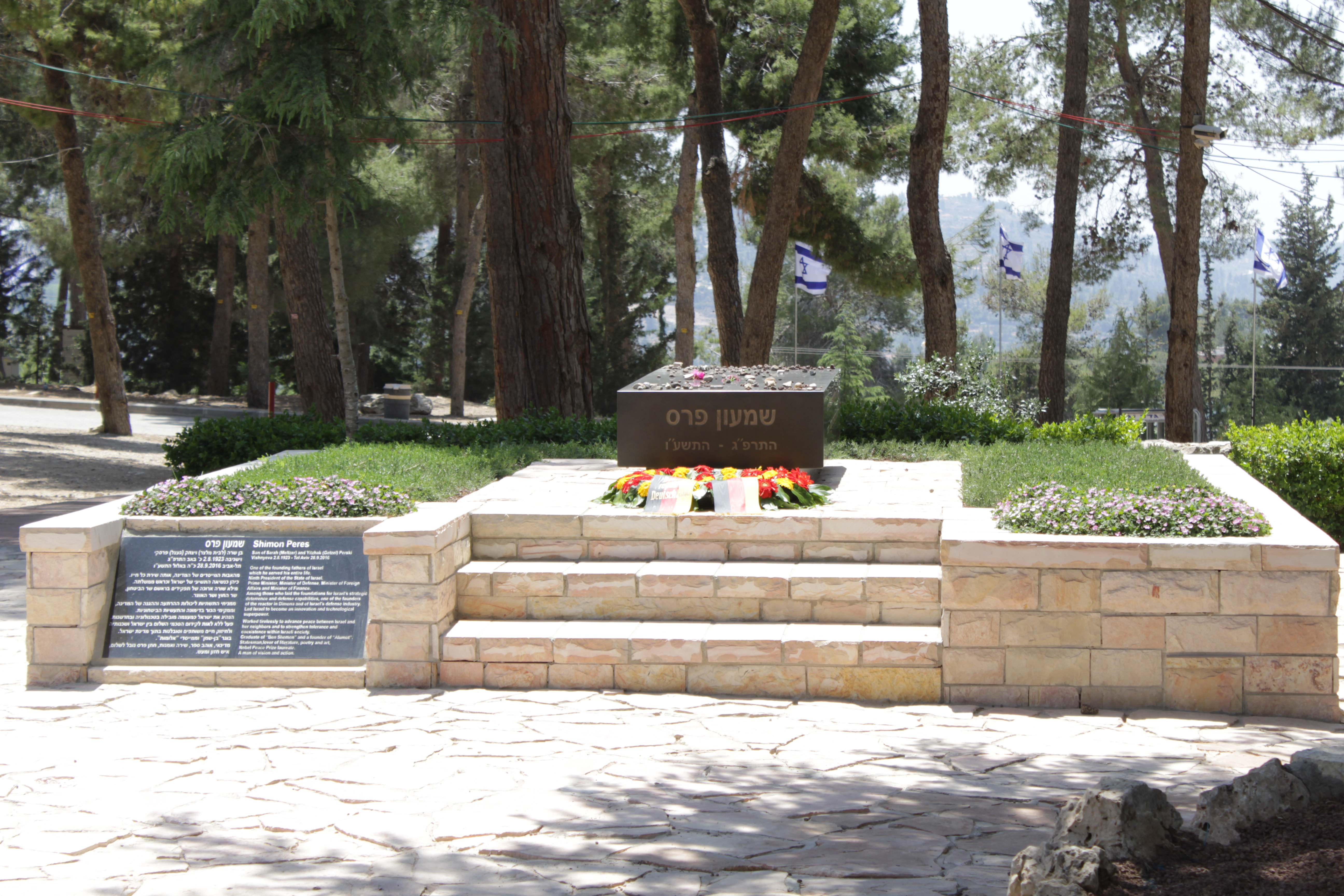
Tombeau de Shimon Peres au Mont Herzl.

Le 29 septembre, son corps est exposé à l'extérieur du Parlement, à Jérusalem. Ses funérailles se déroulent à Jérusalem le lendemain, le 30 septembre, en présence de plusieurs personnalités internationales, parmi lesquelles le président français, François Hollande, et son prédécesseur Nicolas Sarkozy, le prince Charles, le président allemand, Joachim Gauck, le roi d'Espagne, Felipe VI, le président américain, Barack Obama, et son prédécesseur Bill Clinton, accompagné du secrétaire d'État John Kerry et de la conseillère à la sécurité nationale Susan Rice. Le président ivoirien, Alassane Ouattara, est également présent. Le Canada est représenté par le Premier ministre Justin Trudeau, ses prédécesseurs Stephen Harper et Jean Chrétien, ainsi que par le ministre des Affaires étrangères, Stéphane Dion, et la chef du Parti conservateur, Rona Ambrose.
Sa disparition ne suscite pas autant d'hommages dans le monde arabe. Aucun chef d'État arabe ou député arabe israélien ne se déplace pour assister à ses obsèques, à l'exception du président de l'Autorité palestinienne, Mahmoud Abbas. Alors que la Jordanie reste silencieuse, le président de l'Égypte, Abdel Fattah al-Sissi, exprime sa « peine profonde » et envoie son ministre Sameh Shoukry à ses obsèques. Dans les pays arabes, Shimon Peres est généralement décrit comme l'artisan de la « répression » et de la « colonisation juive » et comme le « boucher de Cana », en référence au bombardement de plus de cent civils libanais et palestiniens au sein d'un camp de l'ONU en 1996,,,,.

## Détail des mandats et fonctions politiques

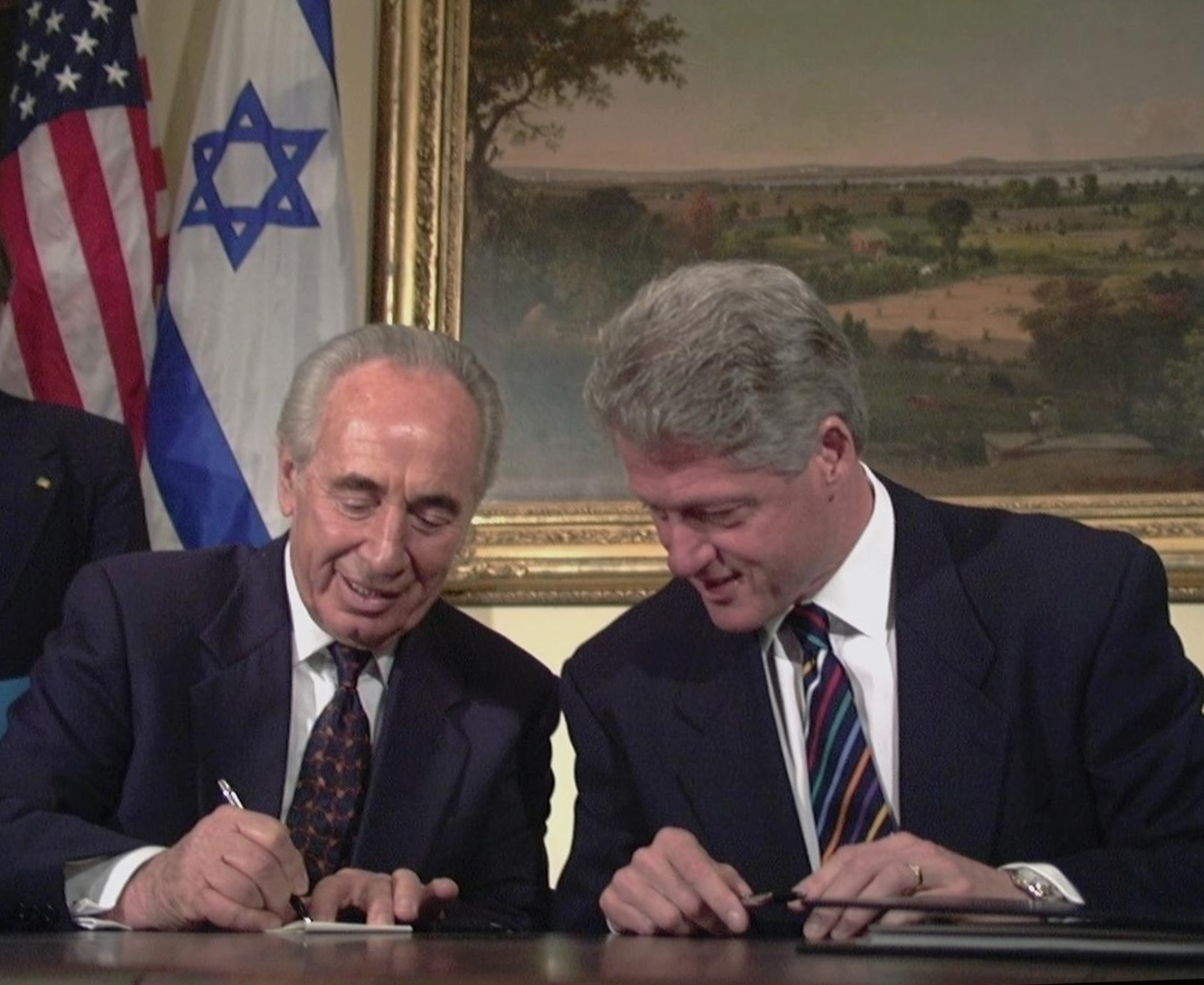
Shimon Peres avec Bill Clinton (Washington, 1996).

- 21 décembre 1959 - 25 mai 1965 : vice-ministre de la Défense
- 15 décembre 1969 - 22 décembre 1969 : ministre sans portefeuille
- 22 décembre 1969 - 27 juillet 1970 : ministre de l'Immigration
- 1er septembre 1970 - 10 mars 1974 : ministre des Communications, ministre des Transports
- 10 mars 1974 - 3 juin 1974 : ministre de l'Information
- 3 juin 1974 - 20 juin 1977 : ministre de la Défense
- 1977 - 1992, 1995 - 1996, 2003 - 2005 : chef du Parti travailliste
- 13 septembre 1984 - 23 décembre 1984 : ministre des Affaires religieuses
- 13 septembre 1984 - 24 décembre 1984 : ministre des Affaires intérieures
- 13 septembre 1984 - 20 octobre 1986 : Premier ministre
- 20 octobre 1986 - 22 décembre 1988 : premier vice-Premier ministre et ministre des Affaires étrangères
- 22 décembre 1988 - 15 mars 1990 : premier vice-Premier ministre et ministre des Finances
- 13 juillet 1992 - 22 novembre 1995 : ministre des Affaires étrangères
- 4 novembre 1995 - 22 novembre 1995 : ministre de la Défense
- 5 novembre 1995 - 22 novembre 1995 : Premier ministre (par intérim)
- 22 novembre 1995 - 18 juin 1996 : Premier ministre, ministre de la Défense, à la suite de l'assassinat d'Yitzhak Rabin
- 6 juillet 1999 - 7 mars 2001 : ministre de la Coopération régionale
- 7 mars 2001 - 2 novembre 2002 : vice-Premier ministre et ministre des Affaires étrangères
- 10 janvier 2005 - 23 novembre 2005 : vice-Premier ministre
- 2005 - 2007 : vice-chef de Kadima
- 4 mai 2006 - 4 juillet 2007 : premier vice-Premier ministre, ministre du Développement du Néguev et de la Galilée et du Développement économique régional
- 15 juillet 2007 - 24 juillet 2014 : président de l'État d'Israël

## Prix et distinctions

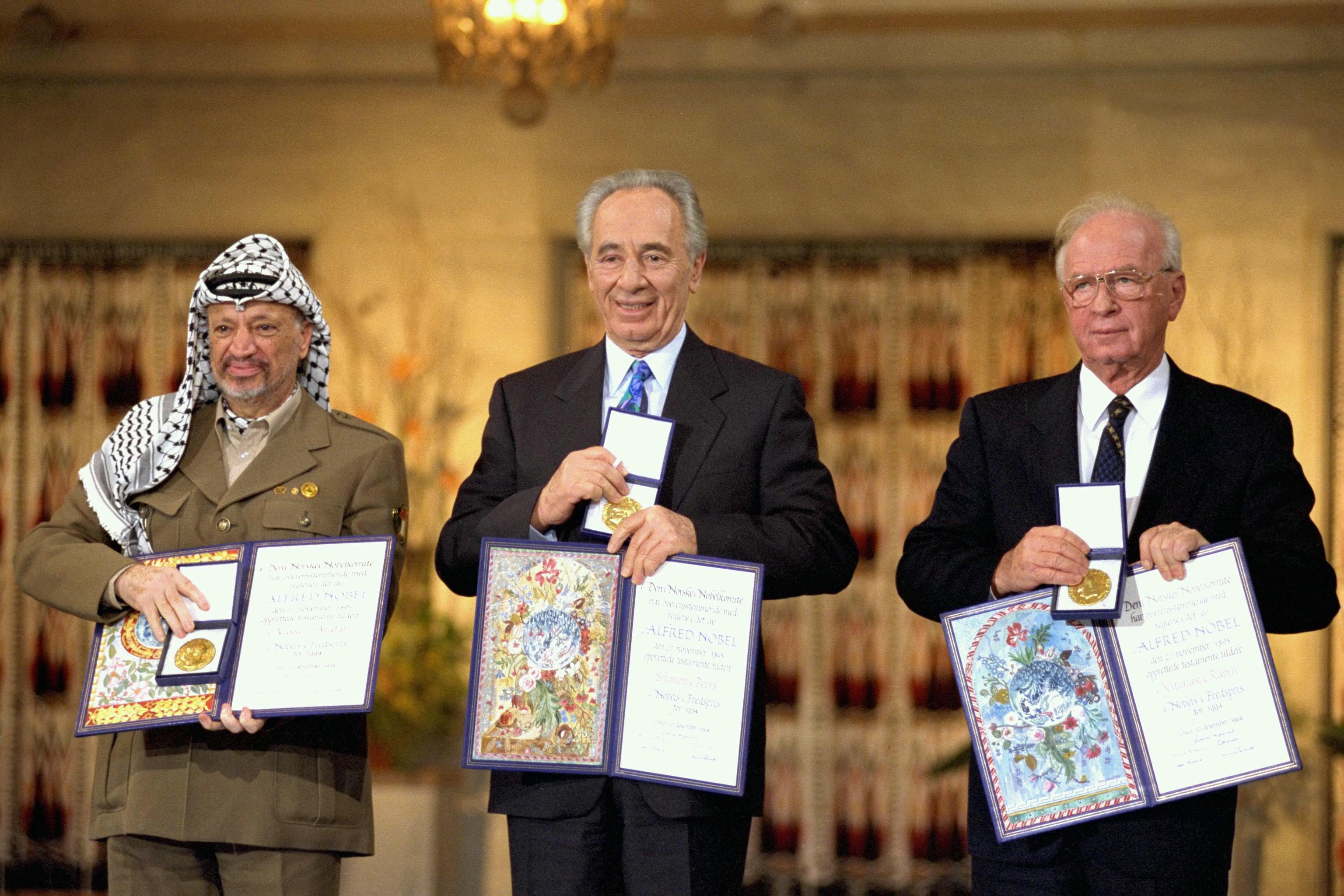
Shimon Peres recevant le Prix Nobel de la paix le 12 décembre 1994, aux côtés de Yitzhak Rabin et Yasser Arafat, pour leurs remarquables avancées dans les négociations de paix entre Israël et la Palestine

- Prix Félix-Houphouët-Boigny pour la recherche de la paix (1993)[38].
- Prix Nobel de la paix (1994)[39].
- Docteur honoris causa de l'université de Liège (1998)[40].
- Prix Conscience planétaire du Club de Budapest (2002)[41].
- Docteur honoris causa de l'université Bilkent (2007).
- Docteur honoris causa de l'University College de Londres (2008).
- Docteur honoris causa du King's College de Londres (2008)[42],[43].
- Médaille de la ville de Lyon (2008)[44].
- Docteur honoris causa de l'Institut d'État des relations internationales de Moscou (2010)[45].
- Docteur honoris causa de l'université Bar-Ilan (2014).
- Prix Tom Lantos des Droits de l'homme (2014)[46].
- Médaille d'or du Congrès (2014)[47].
- Prix Solomon Bublick (en) (2015).

## Décorations

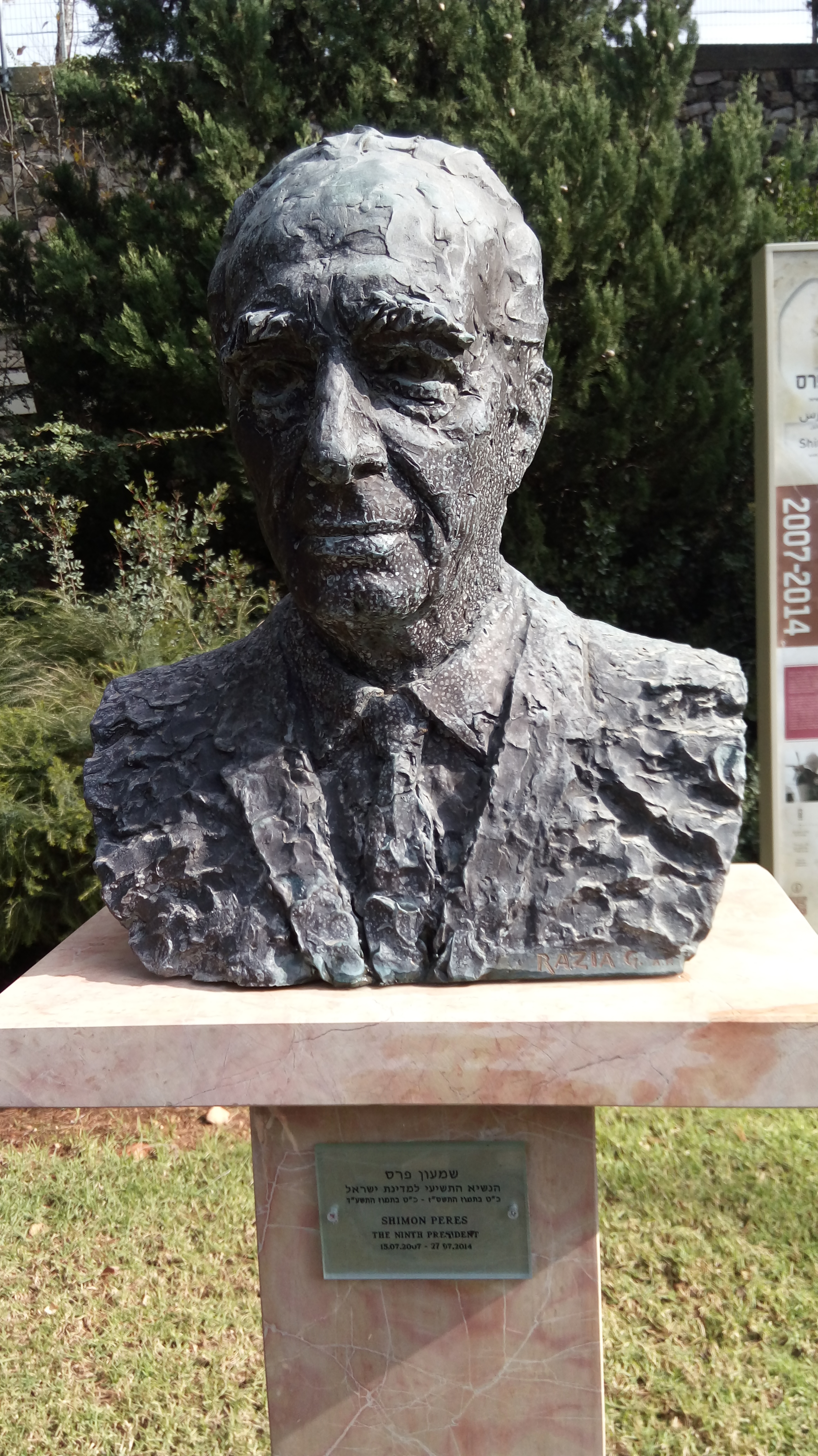
Buste de Shimon Peres à Jérusalem.

- Médaille présidentielle de la Liberté (États-Unis, 2012)[48],[49].
- Médaille de la liberté de Philadelphie (États-Unis, 1996)[50].
- Commandeur de la Légion d'honneur (France, 1957)[51].
- Grand cordon de l'ordre du Ouissam alaouite (Maroc, 1994 — décoré aux côtés de Yasser Arafat par le roi Hassan II du Maroc pour leur rôle au lancement du processus de paix israélo-palestinien).
- Grand-croix de l'ordre de l'Aigle aztèque (Mexique, 2013).
- Grand-croix de l'ordre du Mérite de la république de Pologne (Pologne, 2013).
- Chevalier grand-croix honoraire de l'ordre de Saint-Michel et Saint-Georges (Royaume-Uni, 2008)[52],[53].
- Commandeur de l'ordre du Mono (Togo, 1964)[54].

## Publications
- David et sa fronde, éd. Stock, Paris, 1971
- L'héritage des Sept, éd. Stock, Paris, 1981
- La force de vaincre (entretien avec Joëlle Jonathan), éd. Centurion, Paris, 1981
- Le Temps de la paix, éd. Odile Jacob, Paris, 1993
- Combat pour la paix, éd. Fayard, Paris, 1995
- Le Voyage imaginaire : Avec Théodore Herzl en Israël, éd. Éditions, Paris, 1998
- Conversations avec Shimon Peres (entretien avec Robert Littell), Paris, Gallimard, 1998
- Mon dernier rêve : La double hélice, éd. Baker Street, Paris, 1999
- Que le soleil se lève, éd. Odile Jacob, Paris, 1999
- Un temps pour la guerre, un temps pour la paix, éd. Robert Laffont, Paris, 2003
- Un chemin vers la paix (entretien avec Christiane Vulvert), éd. Timée, Paris, 2006
- 60 Ans de conflit israélo-arabe : Témoignages pour l'Histoire (avec Boutros Boutros-Ghali), éd. Complexe, Paris, 2006
- Pensées et poèmes, éd. Éditions des Catalogues Raisonnés, Paris, 2008
- (en) Ben-Gurion : A Political Life, éd. Schocken Books, Berlin, 2011
- Avec nous, après nous… (avec Jacques Attali), éd. Fayard, Paris, 2013
- Aucun rêve n'est impossible, éd. Baker Street, Paris, 2017